# John Flanagan (Leichtathlet)
John Joseph Flanagan (* 9. Januar 1873 in Kilbreedy, County Limerick; † 4. Juni 1938 in Kilmallock, County Limerick) war ein US-amerikanischer Leichtathlet irischer Herkunft.

## Werdegang
1896 wanderte John Flanagan in die Vereinigten Staaten aus, um bei der New Yorker Polizei zu arbeiten. Seinen ersten olympischen Sieg feierte der Hammerwerfer 1900 in Paris als Mitglied der US-Mannschaft, obwohl er zu jener Zeit noch Staatsangehöriger des Vereinigten Königreichs von Großbritannien und Irland war. Seine weiteren olympischen Erfolge waren ein weiterer erster Platz beim Hammerwurf 1904 in St. Louis, ein zweiter Platz in Gewichtweitwurf (56 engl. Pfund) 1904 und ein erneuter Hammerwurfsieg 1908 in London. Bei den Olympischen Spielen 1900 nahm er zudem an einem Schaukampf im Tauziehen teil. 1911 kehrte er nach Irland zurück und starb dort im Jahr 1938.
Sein Cousin Denis Carey war ebenfalls als Hammerwerfer erfolgreich.